# 余其伟
余其伟（1953年—），中國一級演員（演奏員），高胡演奏家。

## 生平
於1975年成立了“余其偉廣東音樂演奏組”，以余其偉的高胡為主奏，音樂家文傳盈任椰胡演奏、簫笛演奏家伍國忠、揚琴演奏家潘偉文、秦琴的演奏家林丹虹等五位成員。 

## 履歷
曾與多個專業樂團等合作演奏《琴诗》、《粤魂》、《思念》、《珠江之恋》、《鸟投林》、《双声恨》。
多次赴歐洲、北美、東南亞、西亞等國家及香港、澳門、台灣等地區表演及講學。
曾錄製廣東音樂專輯和高胡演奏專輯50餘張，1989年得第一届中国金唱片奖。
余其伟先后赴美国、前苏联、罗马尼亚、匈牙利、新加坡、日本、加拿大、德国、法国、伊拉克、科威特、葡萄牙及台湾、香港、澳门等国家和地区演奏和讲学。應邀赴中央音乐学院、中国音乐学院及上海、天津、西安、广州等地音乐院校进行演奏和讲学活动，介绍广东音乐、开平民歌及高胡演奏艺术。

## 曾与合作之樂團
- 中央民族乐团
- 广州交响乐团
- 新加坡华乐团
- 香港中乐团
- 中国广播交响乐团
- 上海民族乐团
- 上海电影民族乐团
- 中央音乐学院民族乐团
- 台湾省交响乐团附设国乐团
- 台北市立国乐团
- 澳门中乐团

## 主要著作
- 《中國廣東音樂高胡名曲薈萃：余其偉編注演示版》
- 《粵樂藝境》

## 主要錄音專輯
- 《余其偉高胡獨奏專輯》
- 《二胡音樂經典》
- 《高胡大師余其偉：高胡協奏 （香港嶺南音樂團伴奏) MCD-1028》

## 協奏曲
- 《琴詩》[3]
- 《粵魂》

## 傳統樂曲
- 《思念》
- 《鳥投林》
- 《雙聲恨》
- 《珠江之戀》 [3]

## 廣東名曲
- 《步步高》
- 《月圓曲》
- 《連環扣》
- 《幻海情天》
- 《旱天雷》
- 《雨打芭蕉》[1]

## 榮譽
- 余其偉奪得了第二屆“羊城音樂花會”高胡比賽的一等獎項殊榮。
- 1982年，獲得“全國民族器樂獨奏比賽”第一名。
- 1986年，廣東省第二屆“魯迅文藝獎”音樂獎。
- 1987年，獲“全國廣東音樂邀請賽”第一名。
- 1989年，獲首屆中國金唱片獎。[2]
- 1995年，與李助炘合作《村間小童》獲首屆“廣東音樂新作”一等獎。 [3]